# Stadion ŠRC Zaprešić
Stadion ŠRC Zaprešić – stadion znajdujący się w Chorwacji, w miejscowości Zaprešić, leżącej na przedmieściach stolicy kraju, Zagrzebia. Na stadionie tym swoje mecze rozgrywa drużyna piłkarska Inter Zaprešić. Na stadionie znajduje się 8000 miejsc siedzących. Stadion znajduje się przy ul. Keramičarskiej.